# Spartakusbund linkskommunistischer Organisationen
Der Spartakusbund linkskommunistischer Organisationen, auch Spartakusbund (politisch-wirtschaftliche Einheitsorganisation) oder Spartakusbund Nr. 2 genannt, war ein Zusammenschluss linkskommunistischer Gruppen während der Zeit der Weimarer Republik.

## Geschichte
Auf Anregung der Allgemeinen Arbeiter-Union – Einheitsorganisation (AAU-E) kam es ab Ende 1925 zu Gesprächen zwischen der Kommunistischen Arbeiterpartei Deutschlands (KAPD), der Allgemeinen Arbeiter-Union (AAU), den Resten des linkskommunistischen Industrieverbandes für das Verkehrsgewerbe und andere Industrieverbände, der Rest-USPD um Theodor Liebknecht, der Entschiedenen Linken (EL) sowie die aus der KPD ausgeschlossenen KPD-Opposition (Linke KPD) um Iwan Katz, Berthold Karwahne und Theodor Gohr, um die zersplitterten linkskommunistischen Organisationen in einem „Kartell“ zu vereinen. Am 12. März 1926 gab es eine erste Zusammenkunft von insgesamt 12 Organisationen, um die Möglichkeiten der Bildung eines solchen „Kampfkartells“ zu besprechen.
Die KAPD und mit ihr die AAU, die EL und die USPD, sowie die meisten Industrieverbände brachen jedoch bald die Gespräche ab oder wurden davon ausgeschlossen. Übrig blieben die AAU-E, die KPD-Opposition (Linke) und der Industrieverband für das Verkehrsgewerbe (IfdV). Sie schlossen sich am 28. Juni 1926 zu einem „Kartell“ unter der Bezeichnung „Spartakusbund“ zusammen. Bereits am 21. Oktober trat der IfdV wieder aus dem Kartell aus, weil er insbesondere der Katz-Gruppe eine naive, utopische Linie vorwarf.
Auf der 1. Reichskonferenz des Spartakusbundes am 20./21. November 1926 in Göttingen erfolgte die organisatorische Vereinigung der AAU-E und der KPD-Opposition (Linke), die sich in ihren Positionen der AAU-E weitgehend angenähert hatte, zum „Spartakusbund (politisch-wirtschaftliche Einheitsorganisation)“. Die Berliner Zeitschrift Einheitsfront der AAUE und das Mitteilungsblatt der Katz-Gruppe wurden zur Zeitschrift Spartakusbund vereint. Neben Iwan Katz und dem ehemaligen Präsidenten der „Sozialistischen Republik Braunschweig“, August Merges gehörte auch Franz Pfemfert, Herausgeber der Zeitschrift Die Aktion sowie der der AAU-E angehörende Dichter Oskar Kanehl zu den Mitbegründern des Spartakusbund Nr. 2. Über genaue Mitgliederzahlen ist nichts bekannt, nach Einschätzungen der Polizei soll er Anfang 1927 7.000 Mitglieder gezählt haben. Die Braunschweiger Ortsgruppe hatte ungefähr 20 Mitglieder.
Der organisatorische Zusammenschluss existierte nur für kurze Zeit. Bereits im Laufe des Jahres 1927 spaltete zunächst der Industrieverband für das Verkehrsgewerbe und danach die Katz-Gruppe wieder ab. Nach dem Zerfall des „Spartakusbund Nr. 2“ bestand die AAU-E mit wenigen Ortsgruppen weiter. In Braunschweig existierte bis mindestens 1930 eine Ortsgruppe des Spartakusbundes. Diese bestand hauptsächlich aus August Merges und seiner Familie.